# فيكتوريا تشيرنوفا
فيكتوريا تشيرنوفا (بالروسية: Чернова, Виктория Владимировна)‏ هي منافسة ألعاب القوى روسية، ولدت في 30 ديسمبر 1981 في أوفا في روسيا.